# Vercingetórix
Vercingetórix ou Vercingétorix (Auvérnia, 80 a.C. – Roma, 46 a.C.) foi o chefe gaulês do povo dos arvernos que liderou a grande revolta gaulesa contra os romanos entre 53 a.C. — 52 a.C. Seu nome em gaulês é composto por ver ("acima de", "supremo" ou "grande"), cingéto ("guerreiro") e rix ("o rei" ou "o chefe"). Caso se considere que o ver se aplique a rei ou a guerreiros, seu nome significaria "chefe supremo dos guerreiros" ou "o chefe dos grandes guerreiros".
Foi a inspiração para a criação de Asterix, personagem francês de história em quadrinhos e desenho animado.

## A origem de Vercingetórix
Filho de Celtilo, Vercingetórix serviu como auxiliar no exército romano. Em 56 a.C., Júlio César protegeu seu pai, permitindo-lhe afirmar-se como chefe de todos os arvernos com pretensões de ser rei. Porém Celtilo foi assassinado, e César não interveio em seu favor.

## Revolta na Gália
A Gália estava dividida em três partes, ao norte, a "Terra dos Celtas", habitada pelos belgas, no centro pelos gauleses propriamente ditos (Galia Comata), e, ao sul pelos aquitanos. Politicamente, a parte meridional encontrava-se nas mão dos romanos entre 222 a.C.–121 a.C., que a denominavam de Gália Narbonense, tendo como principal centro o porto de Marselha.
A Gália Comata estava habitada por tribos celtas. Dividiam-se, de um modo geral, em galos Heudos, Arvernos, Belgas, e nos que compunham as tribos marítimas que habitavam nas margens do Atlântico (onde hoje se situam a Bretanha e a Normandia). Esses gauleses, rústicos e durões, que até então estavam fora da órbita romana, eram chamado de "galos cabeludos" (Gallo comata), para separá-los dos chamados "galos togados" (já totalmente romanizados).
Caçadores e guerreiros, envolvidos em intermináveis desavenças tribais, os galos cabeludos desprezavam a atividade agrícola, apesar da grande fertilidade do solo. Dedicavam-se à criação de cavalos e de gado, havendo porém entre eles grandes artistas no trabalho com bronze, estanho e objetos de prata. O pouco comércio que conheciam era em geral praticado por comerciantes romanos.
Tendo se tornado governador da província romana da Gália Narbonense (moderna Provence) em 58 a.C., Júlio César procedeu com a conquista da tribos da Gália nos anos seguintes, realizando uma estratégia cuidadosa de "dividir e conquistar". Ele utilizou-se primeiramente de estratégias políticas com as elites da Gália, favorecendo certos nobres com apoio político e produtos de luxo como o vinho.
Sabendo explorar as desavenças e as eternas desconfianças reinantes entre os galos cabeludos, particularmente entre as duas grandes tribos que habitavam a parte central da Gália, os heudos e os arvernos, Júlio César se pôs em marcha. O pretexto para intervir na Gália Transalpina foi a provável invasão dela pelos helvécios, que faziam ameaças do outro lado do Rio Reno.
Com apenas quatro legiões (a 7ª, a 8ª, a 9ª e a 10ª), cerca de 24 mil homens, sem contabilizar as tropas auxiliares, o romano deslocou-se pelos seis anos seguintes, entre 58 a.C. e 52 a.C., por quase todo o território da Gália, impondo-lhe a obediência ao gládio e à lei de Roma. Sob seu comando, à sua disposição, ele tinha uma das grandes invenções de Roma: a legião.
Durante o primeiro semestre do ano 53 a.C., aldeias foram incendiadas, povos foram massacrados, sobretudo entre os belgas. Júlio César fingiu acreditar que a Gália estava novamente pacificada, mas esperava pelo pior, e isso aconteceu em 23 de janeiro de 52 a.C., quando, na floresta de Orleães, no território dos carnutos, foi decidida, por ordem dos druidas (magistrados das tribos) e dos chefes gauleses finalmente reunidos, uma insurreição geral da Gália.
Essa insurreição revelou-se necessária a seus líderes quando estes, bem informados, tanto por prisioneiros romanos, quanto por espiões gauleses presentes em Roma e capazes de transmitir-lhes mensagens, sobre as dificuldades políticas que os partidários de César enfrentavam em Roma. Os carnutos, em 13 de fevereiro de 52 a.C., massacraram então os cidadãos romanos de Orleães e a notícia foi transmitida a toda a Gália. Para a grande estupefação de César, pois a informação atravessou centenas de quilômetros em algumas horas, de modo que todos os gauleses foram informados em pouco tempo. Os avernos estavam sob a chefia de Vercingetórix.

## Vercingetórix lidera a rebelião

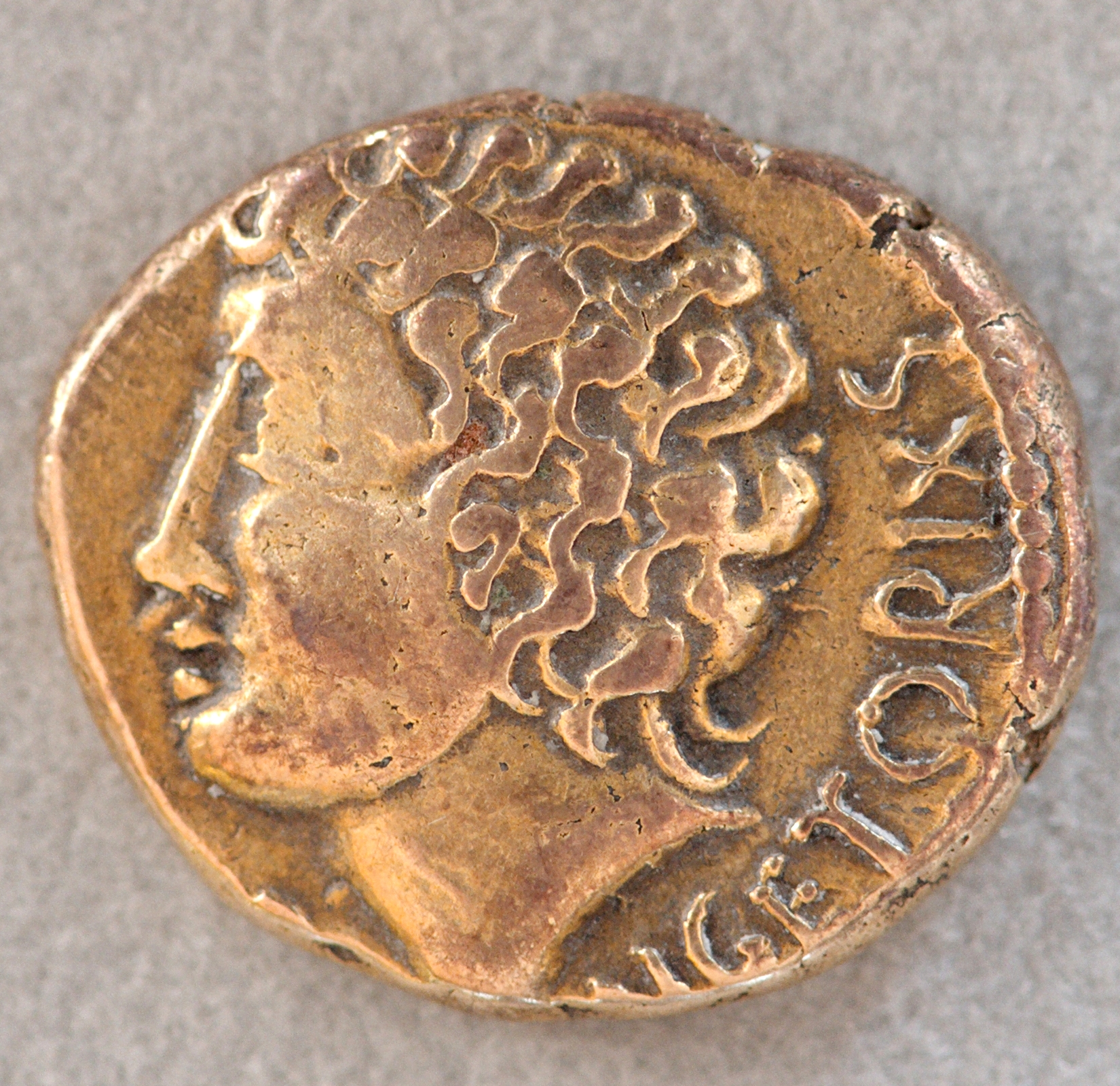
Moeda de ouro com a suposta efígie de Vercingetórix.

Vercingetórix, de início, encontrou dificuldades pela frente. Foi expulso de Gergóvia, sua cidade natal, pelos dirigentes da comunidade que, por um lado, não queriam se lançar no que consideram como uma aventura e, por outro, viam com desconfiança o filho de Celtill que podia também querer reivindicar a coroa de rei dos arvernos, como fizera o pai. Vercingetórix sabia-se popular foi aos campos para recrutar vagabundos, conforme informado posteriormente por Júlio César, e certamente muitos camponeses ou mesmo lavradores privados de suas terras pela ocupação romana. Com esse primeiro exército, penetrou em Gergóvia, exortou os habitantes da cidade à resistência, acabou por convencê-los e por expulsar os covardes e os traidores.
Consciente de que pode realizar na urgência uma espécie de unidade nacional, da qual talvez tenha ainda um sentimento confuso mas mesmo assim profético, ele enviou mensagens aos principais povos da Gália para convidá-los a se rebelarem e a se colocarem sob sua autoridade. Seus delegados foram bastante convincentes para obter a aliança de senenses, parisienses, pictos, cadurcos, turões, aulercos, lemovices, andecavos e todos os povos que viviam às margens do oceano Atlântico, a oeste da Gália. Para estar seguro de sua lealdade, exigiu, segundo o costume, que lhe fossem entregues reféns que serviriam de garantia.
Excelente organizador, ele recrutou soldados em cada povo, ao qual ordenou a fabricação urgente de armas, dando prazos imperativos de entrega. Sabia que a cavalaria é a arma do movimento e da decisão suprema numa batalha, e zelou por sua formação. Ameaçou queimar vivos ou torturar até a morte os que pensassem em traí-lo, e inclusive deu exemplos aterrorizantes entre os que mostraram alguma fraqueza ou algum medo, cortando-lhes as orelhas ou furando-lhes os olhos, antes de enviá-los de volta para casa. Escolheu um de seus lugares-tenentes, Luctero, um cadurco, para comandar um exército que se instalará entre os rutenos do Rouergue (sul da França atual), enquanto partiu à frente de um exército sólido e disciplinado, o que era uma novidade entre os gauleses. Mas Vercingetórix serviu no exército romano, entre os bitúrigos. Estes, aliados de César, pediram auxilio aos éduos, que enviaram tropas e cavaleiros, mas, temendo a aliança dos bitúrigos com os arvernos, não atravessaram o rio Loire e voltaram para suas terras. O temor tinha fundamento, pois os dois povos uniram, de fato, seus exércitos.
Por seu lado, Luctero sublevou os povos do centro da Gália para poder atacar a província da Gália Narbonense.
César, ao tomar conhecimento dessas más notícias da Gália Cisalpina, para onde se retirou, como de hábito, para passar o inverno, estava diante de um dilema, na falta de tropas suficientes. Devia dirigir-se para Bourges ou para a Gália Narbonense, sabendo que em ambas as hipóteses se arriscava a perder? Ele escolheu a segunda, próspera e pacificada há muito tempo, preferindo o risco de perder territórios do lado das Gálias do que ver uma província romana recair sob a dominação gaulesa.

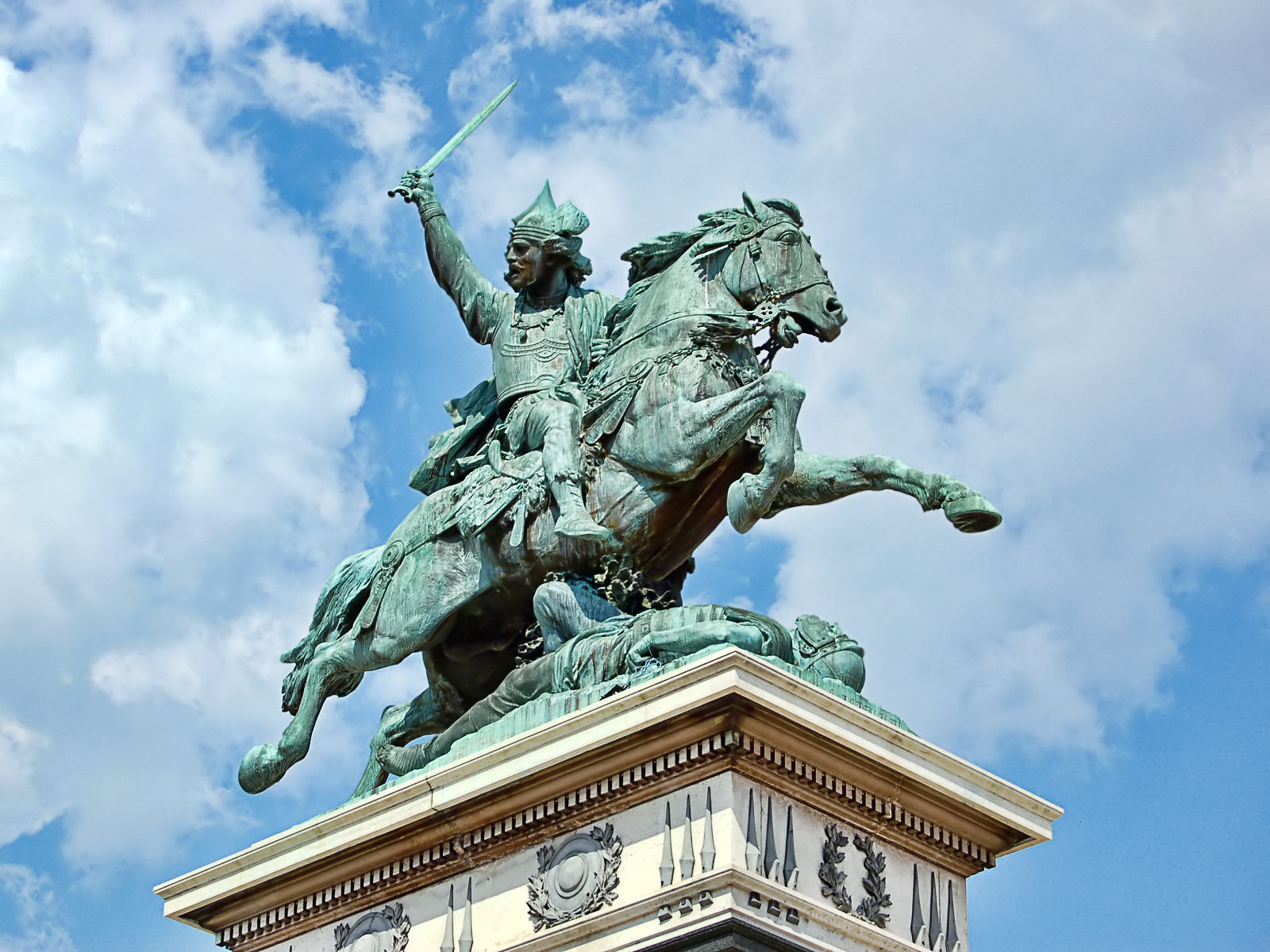
Estátua equestre de Vercingetórix, por Bartholdi, na Place de Jaude, em Clermont-Ferrand

Chegando a esta, e após uma visita de inspeção a Tolosa e a Narbona, enviou contingentes armados aos hélvios do Vivarais para pressionar os vizinhos destes, isto é, os arvernos de Vercingetórix, por sua presença militar ameaçadora. Ele próprio, contra toda expectativa nesse período de inverno, conseguiu atravessar em pouco tempo a região das Cévennes e atacar o território dos arvernos, que chamaram Vercingetórix em socorro. Depois, deixando o grosso do exército aos cuidados de Bruto, César foi a Viena, onde se achavam importantes elementos de uma cavalaria pronta a combater, e, remontando em direção ao norte, atravessou o país dos éduos. cuja atitude hesitante lhe pareceu suspeita, para mostrar sua força, e acampa entre os língones. Vercingetórix, segundo as previsões de César, desguarnece então suas posições do lado de Bourges e parte às pressas para Gergóvia, a fim de auxiliar seus compatriotas. César deixou em Sens duas legiões e, após confiar uma parte das tropas a seu lugar-tenente C. Trebônio para fazer o assédio a uma cidade gaulesa do Morvan (talvez Beaunet, no Loiret), cerca a cidade de Genabo (atual Orleães) com duas legiões que se instalam junto à ponte sobre o rio Loire para impedir a fuga dos habitantes. Estava decidido a punir de maneira exemplar essa cidade que deu o sinal da insurreição e após tomá-la com facilidade, mostra-se implacável: seus liderados queimaram, saquearam e massacraram. César marcha, a seguir, sobre Bourges. Advertido dessa aproximação, Vercingetórix deixou precipitadamente Gergóvia e retornou em direção a Bourges, indo primeiro em auxílio de uma cidade em bitúrigos, cuja localização exata é hoje difícil de saber e as legiões de César invadiram, antes de os centuriões e as tropas tomarem posse. À aproximação da cavalaria ilesa e dos primeiros elementos do exército de Vercingetórix, os habitantes dessa cidade, inicialmente submetidos pelos romanos, buscaram livrar-se deles, mas, vendo que a cavalaria gaulesa fora derrotada pelos cavaleiros romanos, acabam se submetendo definitivamente.
César, tranquilizado, prosseguiu seu caminho em direção a Avárico (Bourges). Ao dividir as tropas gaulesas por suas investidas, ao surgir onde não era esperado, ele desorganizou o dispositivo militar de Vercingetórix e desmontou a armadilha que o obrigava a escolher entre a perda da Narbonesa ou das Gálias. Daí por diante, ele foi de novo o mestre do jogo militar.
Vercingetórix decidiu então empregar meios extremos e praticar o que chamaríamos hoje a política da terra arrasada. Os gauleses corajosamente a aceitaram como um último recurso. Incendiaram suas aldeias e casas a fim de impedir os romanos de se reabastecerem de forragem e alimentos de primeira necessidade. Queimaram inclusive cidades, não apenas entre os bitúrigos mas entre seus vizinhos, ou em regiões limítrofes que os romanos teriam tentado ocupar para escapar à escassez. Júlio César, que conhecia perfeitamente a psicologia dos gauleses, escreve a esse respeito:
A questão colocou-se a Vercingetórix: Bourges devia também ser queimada? O chefe gaulês estava decidido a isso, mas os habitantes da cidade lhe imploram a não agir assim, argumentando que Bourges seria facilmente defendida, situada numa colina e cercada de um rio e de um pântano. Vercingetórix cedeu a esse pedido e confiou a defesa do lugar a seus melhores soldados. A piedade, num militar, é má conselheira: Vercingetórix acabou de cometer um erro que não deve ser cometido e que terá tristes consequências. Ele retirou-se na retaguarda de Bourges com seu exército de reserva e observou de longe, por seus batedores, o avanço romano, ao mesmo tempo em que mantinha contato com os habitantes de Bourges, encerrados em sua cidade e dispostos a suportar um longo cerco que César empreendeu sem hesitar. Quando soldados romanos se afastaram demais da tropas para buscar forragem e víveres, Vercingetórix os atacou, os dispersou e causou também uma grande carnificina.
O cerco de Bourges foi marcado por episódios sangrentos, e nem sempre César e suas legiões tiveram a vantagem, isso porque os habitantes da cidade resistiram até à fome, e os exércitos gauleses de apoio desferiram golpes muito duros contra os soldados romanos. Vercingetórix foi obrigado a afastar-se para tomar distância, elaborar uma nova estratégia e buscar o contato com o inimigo. Mas sua ausência é vista como suspeita e fala-se mesmo, nas fileiras gaulesas, de traição.
Esse episódio poderia ter custado a carreira e a vida de Vercingetórix. Este voltou a juntar-se aos seus, que se inquietavam com sua ausência. Foi acolhido sem amenidade por seus soldados, cujas suspeitas nos são relatadas por César em frases: "Todas essas circunstâncias não podiam ter acontecido por acaso e sem intenção da parte dele. Ele preferia ter império da Gália com o consentimento de César do que com o conhecimento de seus compatriotas."
Vercingetórix, diante dessa rebelião verbal que poderia se transformar em revolta declarada, não perdeu a calma, explicou as razões da ausência e por que não delegou então seu comando nem se lançou ao combate. Impressionados, os gauleses aprovaram ruidosamente, batendo, como de costume, espada contra o escudo, aclamando seu chefe e censuram-se por terem duvidado dele por um momento. Mas o cerco a Bourges prosseguiu e tornou-se insuportável para a população civil. As legiões romanas acabaram por assaltar a cidade, derrubaram as fortificações e massacraram muitos habitantes, em represália aos assassinatos de cidadãos romanos cometidos em Orleães. Não pouparam nem velhos, nem mulheres, nem crianças. Os poucos sobreviventes buscam a proteção de Vercingetórix, que os acolhe em seu acampamento, mas cuidaram para abrigá-los num local retirado, para que esses derrotados não provocassem o pânico e a sedição nas fileiras de seu exército. Ao raiar do sol, Vercingetórix, num discurso às tropas, lembra que nunca desejou defender Avárico e lhes promete amanhãs felizes e vitoriosos com o prosseguimento de seu trabalho de unificação de toda a Gália, pedindo a todas as cidades gaulesas que forneçam recrutas.
César desceu então o vale do Loire e do Allier para chegar a Gergóvia, entre os arvernos, e impor-lhe o cerco, sabendo o quanto essa cidade natal de Vercingetórix tinha um poder simbólico. Encarregou seu lugar-tenente Labieno, que se encontrava em Sens, de dominar os parisienses de Lutécia que, sob o comando do aulerco Camulogenos, originário de Évreux, também tomaram parte no levante geral.
Pela primeira vez o nome de Lutécia, isto é, a capital do povo dos parisienses, foi mencionada na história romana. Labieno deixou os mais jovens de seus recrutas em Agedinco, isto é, em Sens, e dirigiu-se a Lutécia com quatro legiões. Depois de muitas hesitações e diversas peripécias, Cainulngenos e seu exército gaulês se instalaram na margem esquerda do rio Sena (na altura atual da praça Saint-Germain-des-Prés), e enquanto os soldados de Labieno acamparam na margem direita, no local hoje do Louvre. Com astúcia e valendo-se de uma tempestade e da noite, uma frota de pequenos barcos carregados de legionários conseguiu passar e desembarcar na atual Maison de la Radio. Avisados, os gauleses acorreram ao local que seria a planície de Grenelle e lançaram-se a uma luta que lhes seria desfavorável, apesar da valentia e da coragem do chefe Camulogenos, que morreu na batalha. Para escapar ao massacre, os gauleses fugiram imediatamente para as colinas de Meudon e de Issy, mas foram exterminados pela cavalaria romana lançada a seu encalço. Após essa expedição, Labieno voltou a Agedinco (Sens), onde foram deixadas as bagagens de todo o exército. Dali partiu ao encontro de César com todas as suas tropas.
Nesse meio-tempo, César cercou Gergóvia, cidade natal de Vercingetórix. Mas uma revolta dos éduos o obrigou a abandonar o projeto de apoderar-se dessa cidade altamente simbólica. Naturalmente, apresentou sua retirada como uma necessidade estratégica e dirigiu-se em marcha forçada rumo a Bibracte, onde jogou com a rivalidade entre os chefes dessa cidade. Após muitas lutas, matanças e escaramuças muitas vezes sangrentas, resolveu a questão e subjugou esse povo que havia muito dizia-se seu aliado e que, no entanto, assinou clandestinamente um tratado de aliança com Vercingetórix. Este, encurralado pelas legiões de Labieno e de César que acabam de se juntar, vendo sua cavalaria e sua infantaria em debandada, pediu às nações gaulesas limítrofes o apoio à sua causa. Não lhe restou senão um único recurso estratégico: encontrar um sítio geograficamente inexpugnável e entrincheirar-se ali com todo o seu exército. Ele escolheu Alésia.
O cerco de Alésia pelos romanos, em agosto e setembro de 52 a.C., e a resistência dos gauleses fazem parte da gesta nacional de uma Gália unificada provisoriamente como nunca havia sido, e tanto da lenda quanto da História. César compreendeu isso e se estendeu longamente sobre o que deveria marcar simbolicamente o fim da independência gaulesa. Militarmente, porém, o bloqueio e a tomada de Alésia nada tiveram de excepcional, os legionários romanos servindo-se de todas as máquinas de guerra habituais, das torres de aproximação, elevando linhas de circunvalação e túneis, rechaçando os exércitos de apoio gauleses ou as saídas dos sitiados, sobretudo graças à cavalaria constituída de auxiliares germanos, e acabando por privá-los de água e de alimento, ante a investida bem-sucedida dos romanos. Um último exército de apoio gaulês foi despedaçado. Os sitiados de Alésia, vendo os restos desse exército debandarem, compreenderam que tudo estava perdido. Vercingetórix convocou então uma assembleia e comentou assim sua derrota, dizendo, segundo César, "que não empreendeu essa guerra para seus interesses pessoais, mas para a defesa da liberdade comum; e que, sendo preciso ceder ao destino, oferecia-se a seus compatriotas, deixando-lhes a escolha de apaziguar os romanos por sua morte ou de entregá-lo vivo". Negociadores foram enviados a César. Este ordenou o desarmamento dos gauleses e a convocação de todos os chefes inimigos perante seu tribunal. Entre eles, Vercingetórix.

## A rendição de Vercingetórix

Vercingetórix rende-se a César, por Lionel Royer. Museu Crozatier, em Le Puy-en-Velay

Júlio César foi voluntariamente lacônico sobre a rendição daquele que o enfrentou durante um ano e que conseguiu reunir os povos da Gália, o que era inimaginável para um romano. Ele não quis fazer de Vercingetórix um herói nem um mártir. Outros historiadores relataram a cena que forneceu o tema de muitos quadros de pintores de História, sobretudo no século XIX. Ela não engrandece César, menos irritado pela coragem desse inimigo que ele admira implicitamente do que pela perda de tempo que este lhe impôs, obrigando-o a desviar-se do essencial, isto é, a política que se faz em Roma, nesse meio tempo, sem ele e sobretudo contra ele. Essa cólera foi expressa numa atitude mesquinha que não era digna de César. Ele perdeu a serenidade. Foi Amédée Thierry, irmão esquecido de Augustin Thierry, que, levando em conta informações antigas sobre esse encontro último e trágico entre César e Vercingetórix, especialmente as de Dião Cássio e de Plutarco nos forneceu o melhor relato, em sua "História dos Gauleses":
Após sua rendição, Vercingetórix foi levado prisioneiro a Roma e jogado em uma cela na prisão Mamertina, onde foi mantido por seis anos. Sobreviveu até o triunfo final de César, quando foi obrigado a caminhar de mãos atadas amarrado ao carro de triunfo do general romano pelas ruas de Roma até o Templo de Júpiter Capitolino, sendo novamente enviado à prisão e estrangulado por ordem de César.